# KEN Mode
KEN Mode (um acrônimo para Kill Everyone Now) é uma banda de sludge metal e mathcore do Canadá, formada em 1999 em Winnipeg.

## Integrantes

### Formação atual
- Jesse Matthewson - vocal e guitarra
- Shane Matthewson - bateria
- Drew Johnston - baixo
- Jahmeel Russell - baixo (turnê)

### Ex-integrantes
- Darryl Laxdal - baixo (1999-2005)

## Discografia
- 1999 - Bran Neck & The Oral Goat
- 2000 - Awaken
- 2000 - Internet EP
- 2002 - Mongrel Tour EP
- 2003 - Mongrel CD (Escape Artist Records)
- 2006 - Reprisal CD (Escape Artist Records)
- 2006 - Reprisal 2xLP (No List Records)
- 2008 - Mennonite
- 2011 - Venerable
- 2013 - Entrench
- 2015 - Success
- 2018 - Loved